# Firmi

Firmi este o comună în departamentul Aveyron din sudul Franței. În 1 ianuarie 2022 avea o populație de 2.333 de locuitori.